# Dasyvalgus vethi
Dasyvalgus vethi är en skalbaggsart som beskrevs av Conrad Ritsema 1879. Dasyvalgus vethi ingår i släktet Dasyvalgus och familjen Cetoniidae. Inga underarter finns listade i Catalogue of Life.